# Erigonoplus galophilus
Erigonoplus galophilus är en spindelart som beskrevs av Gnelitsa 2007. Erigonoplus galophilus ingår i släktet Erigonoplus och familjen täckvävarspindlar.
Artens utbredningsområde är Ukraina. Inga underarter finns listade i Catalogue of Life.